# Dryopteris apicisora
Dryopteris apicisora là một loài dương xỉ trong họ Dryopteridaceae. Loài này được Ching & Y.T. Hsieh mô tả khoa học đầu tiên năm 1974.
Danh pháp khoa học của loài này chưa được làm sáng tỏ. 